# Папуга строкатий
Папу́га строкатий (Touit batavicus) — вид папугоподібних птахів родини папугових (Psittacidae). Мешкає в Південній Америці.

## Таксономія

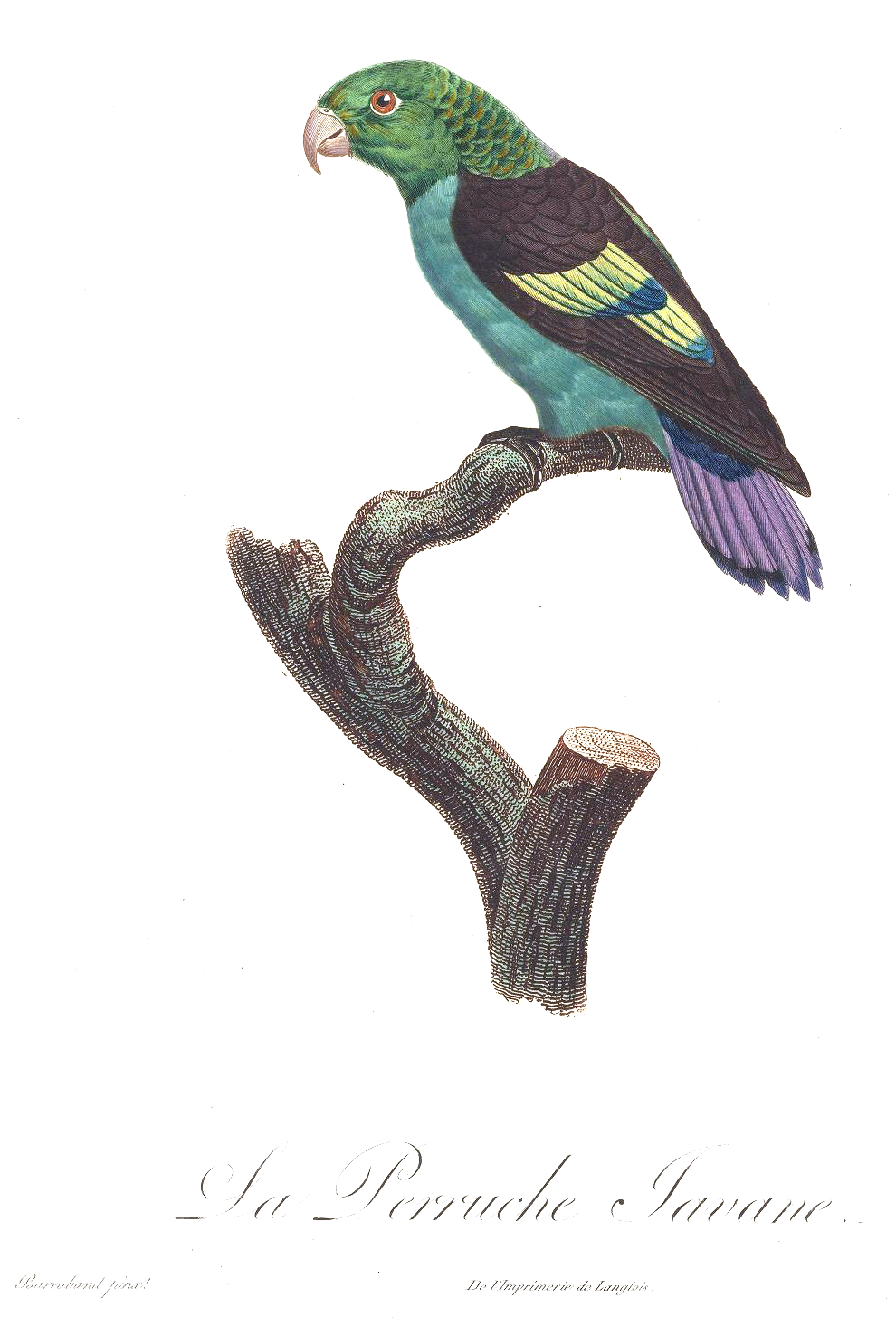
Строкатий папуга

Строкатий папуга був описаний французьким натуралістом Жоржем-Луї Леклерком де Бюффоном в 1780 році в праці «Histoire Naturelle des Oiseaux». Біномінальну назву птах отримав в 1783 році, коли нідерландський натураліст Пітер Боддерт класифікував його під назвою Psittaca batavica у своїй праці «Planches Enluminées». Бюффон помилково вважав, що птах походив з Батавія (сучасна Джакарта в Індонезії). Пізніше німецький орнітолог Ганс фон Берлепш виправив типове місцезнаходження птаха на Венесуелу.

## Опис
Довжина птаха станоить 14 см. Спина чорнувата, крила чорні. На крилах широкі жовті смуги з синіми або зеленими краями. Голова зелена, пера на верхній частині голови жовті з чорними краями. Хвіст фіолетовий з чорними кінчиками. Груди і живіт світло-зелені, нижні покривні пера крил блакитнуваті. Дзьоб жовтий. Виду не притаманний статевий диморфізм.

## Поширення і екологія
Строкаті папуги мешкають на півночі Колумбії (північні схили Сьєрра-Невади-де-Санта-Марти), на півночі Венесуели (Прибережний хребет), на острові Тринідад, на сході Венесуели, в Гаяні, Суринамі і Французькій Гвіані. Вони живуть у вологих гірських і рівнинних тропічних лісах та в садах, на висоті до 1700 м над рівнем моря.